# تپه تپه سی
تپه تپه سی مربوط به هزاره دوم قبل از میلاد است و در شهرستان مراغه، بخش سراجو، دهستان قوری چای جنوبی، ۸۰ متری روستای خطب سفلی واقع شده و این اثر در تاریخ ۱۸ اسفند ۱۳۸۷ با شمارهٔ ثبت ۲۵۲۱۳ به‌عنوان یکی از آثار ملی ایران به ثبت رسیده است.